# Jules Lewal
Jules Lewal, né à Paris le 13 décembre 1823  et mort à Senlis le 22 janvier 1908, est un général et homme politique français, grand-croix de la Légion d'honneur et médaillé militaire.
Il contribue de manière importante à la rénovation de l'enseignement militaire français après la défaite de la 1870 et il est considéré comme le « père fondateur » de l’École supérieure de guerre (ESG). 

## Biographie

### Famille
Il épouse Fernande Magdeleine Marie Caroline Miquel de Riu (1845-1903) à Toulon le 24 janvier 1869, il aura deux enfants, Lucie Louise Clémence (1869-1880) et Maxime Louis Léon (1871-1929).

### Carrière militaire
Jules Louis Lewal entre comme boursier à Saint-Cyr en 1841 et en sort en 1843, année où il est nommé sous-lieutenant, pour entrer à l’École d’état-major. 
Lieutenant en 1846 puis capitaine en 1848 il participe à l’expédition de Kabylie.
Chef d’escadron en 1859 il participe à la campagne d'Italie, avec le maréchal Canrobert, puis à l'expédition du Mexique où il est nommé lieutenant-colonel en 1863.
Colonel en 1868, il participe à la campagne de 1870 à l’armée de Metz.
Général de brigade en 1874. 
Il est nommé directeur de l'école supérieure de guerre en 1877, six années après la création de l'école, succédant au Général Gandil qui en fut le 1er directeur. 
Il est promu général de division en 1880, il commande la 24e division d’infanterie à partir de juillet.
De 1881 à 1883 il commande la 33e division d'infanterie.
De 1883 à 1885 il commande le 17e corps d'armée.
Il est Ministre de la Guerre du 3 janvier 1885 au 5 avril 1885 dans le Gouvernement Jules Ferry puis commande le 10e corps d'armée à partir de juin 1885 et le 2e corps d'armée à partir de 1887.
Il prend sa retraite en 1888.
Il est élevé à la dignité de grand-croix de la Légion d'honneur le 5 juillet 1888, puis décoré de la médaille militaire en tant qu'officier général le 13 décembre de la même année.
Il a été admis à l’Académie royale militaire de Suède. 
Il est enterré au cimetière central de Toulon.

## Décorations
- Médaille militaire (13 décembre 1888)
- Grand-croix de la Légion d'honneur (5 juillet 1888)

## Quelques publications de Jules Louis Lewal
- Annibal et Magenta, 1861
- La Réforme de l'Armée, J. Dumaine, 1871, 606 pages et réédition BiblioLife, 2010, 612 pages  (ISBN 1143351851)  (ISBN 9781143351853)
- Lettres à l'armée 1872-1873, autres auteurs Allain Bernède et Jérôme Pesqué, B. Giovanangeli, 1998, 195 pages  (ISBN 2909034127)  (ISBN 9782909034126)
- Études de guerre : Partie organique, J. Dumaine, 1873
- Études de guerre : Tactique de mobilisation - tactique de combat, J. Dumaine, 1875, 446 pages
- Études de guerre : Tactique de stationnement, 1879
- Études de guerre : Tactique des renseignements, Paris, Baudoin, 1881, 2 volumes[8] et réédition BiblioBazaar, 2010, 358 pages  (ISBN 1142113396)  (ISBN 9781142113391)
- Étymologie et transformations des noms de repas, communication faite à la Société archéologique de Tarn-et-Garonne dans la séance du 7 mai 1884, Forestié, 1884, 24 pages[9]
- « Le service militaire obligatoire dans les temps anciens et modernes », Recueil de l'Académie des sciences, belles-lettres et arts de Tarn-et-Garonne, 2e série, t. 1,‎ 1885, p. 39-69 (lire en ligne)
- L'agonistique : jeux actifs, exercices amusants, Libraire militaire de L. Baudoin, 1890, 192 pages
- Le maréchal de Moltke, organisateur et stratège, L. Baudouin, 1891, 40 pages
- Général Lewal. L'escrime et ses obligations nouvelles, E. Dentu, 1891, 172 pages
- Introduction à la partie positive de la stratégie, L. Baudoin, 1892, 99 pages
- Stratégie de Marche, L. Baudoin, Paris, 1893, 252 pages
- Les troupes coloniales, Paris, 1894
- Le régiment de réserve et la loi des cadres, Librairie militaire de L. Baudoin, 1894, 76 pages
- Contre le Service de deux Ans, L. Baudoin, Paris, 1895, 85 pages
- La chimère du désarmement, L. Baudouin, 1897, 134 pages
- Stratégie de combat, L. Baudoin, 1896, 2 volumes
- Le Danger des Milices, L. Baudoin, Paris, 1898, 236 pages[10]
- Le combat complet, L. Baudouin, 1898, 78 pages
- La veillée d'Iéna : étude de stratégie de combat, R. Chapelot et ce, 1899, 87 pages
- Le plan de comba t: étude de stratégie, R. Chapelot, 1901, 135 pages